# Parzeń
Parzeń – wieś sołecka w Polsce położona w województwie mazowieckim, w powiecie płockim, w gminie Brudzeń Duży.
W skład sołectwa wchodzi także wieś Parzeń-Janówek. 
Leży przy trasie krajowej 559, nad rzeką Skrwą.
| SIMC    | Nazwa          | Rodzaj                          |
| ------- | -------------- | ------------------------------- |
| 1058929 | Babuty         | część wsi (zniesiona w 2023 r.) |
| 1059633 | Parzeń-Janówek | część wsi (zniesiona w 2023 r.) |
| 1059662 | Parzeń-Wąż     | część wsi (zniesiona w 2023 r.) |

W latach 1975–1998 miejscowość administracyjnie należała do województwa płockiego.
W miejscowości działalność kaznodziejską prowadzi zbór Parzeń Świadków Jehowy korzystający z Sali Królestwa (Parzeń II 37).